# セオドール・アンネマン
セオドール・“テオ”・アンネマン（Theodore "Theo" Annemann、1907年2月22日 - 1942年1月12日）は、メンタリズム（超能力に近い現象（透視・予知など）を起こす奇術）を専門とするアメリカ合衆国のプロマジシャンである。アンネマンは、現在もメンタリストが使用している標準的なメンタリズム・ルーティンの多くを考案・改良したことで知られている。

## 生涯
セオドア・ジョン・スクワイヤーズ(Theodore John Squires)として1907年2月22日に生まれた。鉄道事務員として働き始め、その後、テナー歌手やマジシャンのアシスタントとしてショービジネスの世界に入った 。やがてメンタリズムに興味を持ち、その発明とパフォーマンスのスキルにより、1930年代には最も才能のあるメンタリストの一人になった。アンネマンは、弾丸を受け止めるイリュージョンに独自のアレンジを加え、それを屋外で演じた。記録によると、アンネマンは銃で撃たれて倒れたように見せかけた後、血まみれの口から弾丸を出したという。
1934年、アンネマンはマジシャン向けの雑誌『ジンクス』(The Jinx)を創刊した。この雑誌は、メンタリズムを中心に、他のマジックの分野の画期的な効果も紹介していた。この雑誌はアンネマンの死後に休刊となり、現在ではコレクターズアイテムとなっている。この雑誌に掲載された効果は、いくつかの書籍や原稿にも掲載されているが、そのうちの"Ted Annemann's Practical Mental Magic"（テッド・アンネマンの実践的メンタルマジック）は、メンタリズムの古典と言われている。霊媒師バート・リースのビレット読み取り（透視術）のトリックを暴露したことでも知られている。また、アンネマンの著書"Practical Mental Effects"（実践的メンタル効果）は、今日では古臭いと批判されることもあるが、現在でも多くのメンタリストが使用しているトリックの元ネタとなっている。
アンネマンは2度結婚しており、最初の妻との間には娘がいた。アンネマンは、弾丸受け止め術を初めて室内で行う予定だった2週間前に自ら命を絶った。
「マジックは、効果が第一(Effect is everything)。方法はその次」という言葉を残している。

## 書籍

### アンネマンの手稿
- Card Miracles (1929)
- Mental Mysteries (1929)
- The Book With a Name (1931)
- The Book Without a Name (1931)
- The Trick of the Month Club Presents: A Dead Name Duplication (1931)
- 202 Methods of Forcing (1933)
- Annemann Manuscripts (1933)
- Sh-h-h--!: It's a Secret (1934)
- Annemann's Complete One Man Mental And Psychic Routine (1935)
- Annemann's Mental Bargain Effects (1935)
- En Rapport (1937)
- The Incorporated Strange Secrets (1939)

### 没後の編集
- Ted Annemann's Full Deck of Impromptu Card Tricks (1943)
- Ted Annemann's Practical Mental Effects (1944)
- Annemann's Miracles of Card Magic (1948)
- Annemann's Buried Treasures (1952)
- Miracles of Card Magic (1964)
- Annemann's Card Magic (1977) ISBN 0-486-23522-X
- Practical Mental Magic (1983) ISBN 0-486-24426-1

### 伝記
- Annemann, Life and Times of a Legend by Max Abrams, L & L Publishing (1992)